# 美女平駅
美女平駅（びじょだいらえき）は、富山県中新川郡立山町芦峅寺字ブナ坂にある立山黒部貫光立山ケーブルカーの駅。

## 概要
標高977mに位置する。駅からは立山高原バスが弥陀ヶ原・室堂方面へ通じている。なお、バス道は1963年までは弥陀ヶ原が、1964年までは天狗平が終点だった。室堂までバスが通うようになったのは1964年のことであるが、そこからさらに信濃大町駅方面に抜けることができるようになったのは、立山黒部アルペンルートが全通した1971年のことだった。

## 歴史
- 1954年（昭和29年）8月13日：立山開発鉄道の駅として開業[1]。
- 1973年（昭和48年）7月5日：全面改築[3]。
- 2005年（平成17年）10月1日：合併により立山黒部貫光の駅となる。
- 2007年（平成19年）7月12日：新駅舎竣工。

## 駅構造

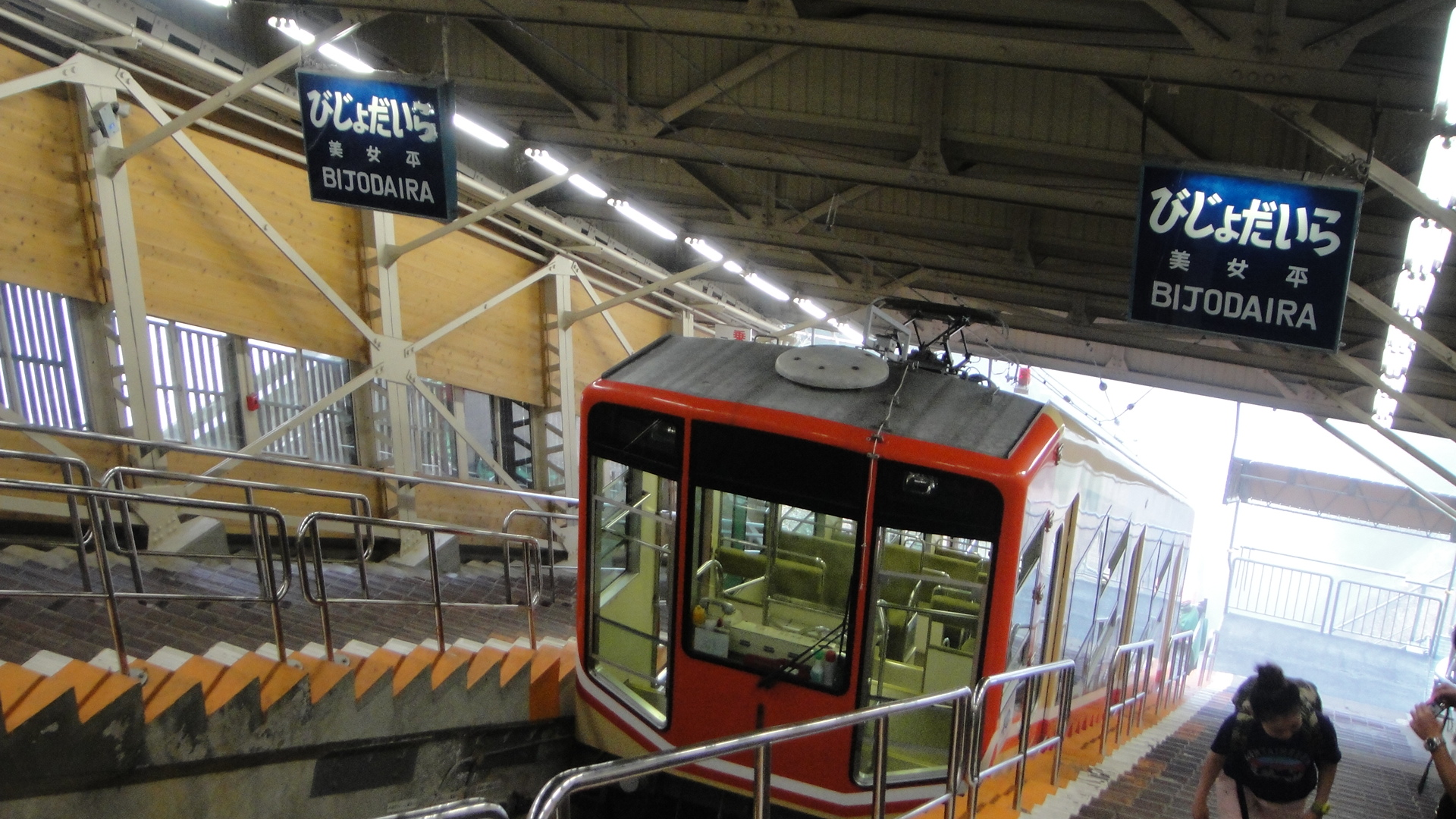
ホームとケーブルカー

現在の駅舎は売店と展望台・休憩室を備えた2階建て構造のもので、2007年7月に完成した2代目である。立山高原バスの停留所やバス用駐車場・給油設備が併設されている。
初代の駅舎にはかつてホテルが併設されていた。1961年6月1日に『美女平ロッジ』として開業し、1967年3月25日に『美女平ホテル』へ改称していたが、室堂や弥陀ヶ原などのより標高の高い場所に開業した新しいホテルや大町温泉郷や宇奈月温泉のような温泉地に宿泊地としての人気が移り、1997年に宿泊部門を休業した。休業後は売店と食堂部門だけが営業を続けていたが、2006年8月限りですべて廃業し新駅舎への改築に伴いホテルの建物も解体された。

## 駅周辺
- 展望台
- 立山有料道路（主要地方道富山立山公園線）
- 歩くアルペンルート（登山道：弥陀ヶ原まで約7時間、立山駅まで約1時間30分）[6]

## 散策
駅周辺は立山杉の原生林が広がっており、多くの巨木が見られる。遊歩道の整備状態も良く、バードウォッチングや森林浴を快適に嗜むことができる。特に駅前の美女杉は美しい杉の大木である。

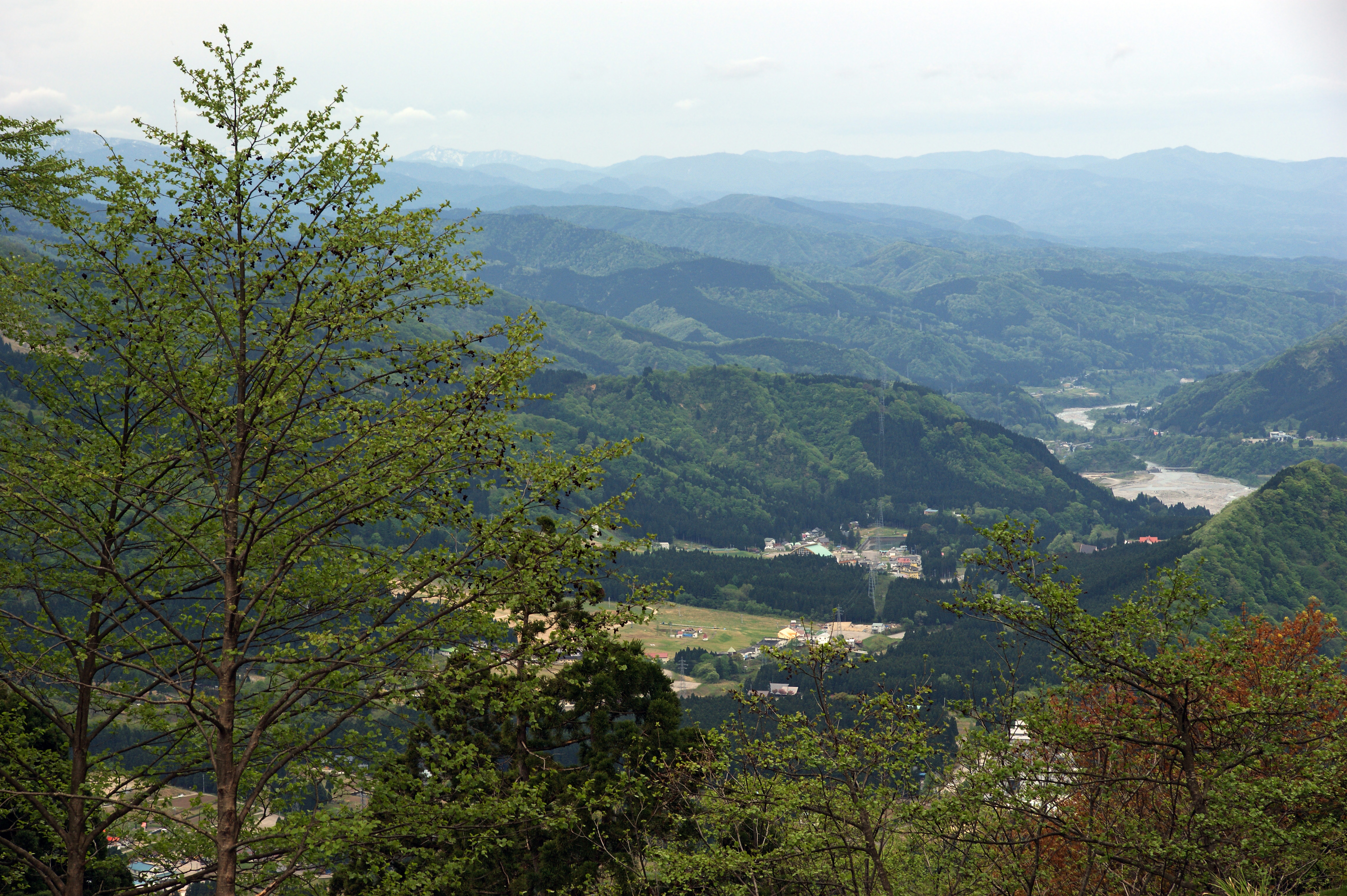
美女平駅からの眺望
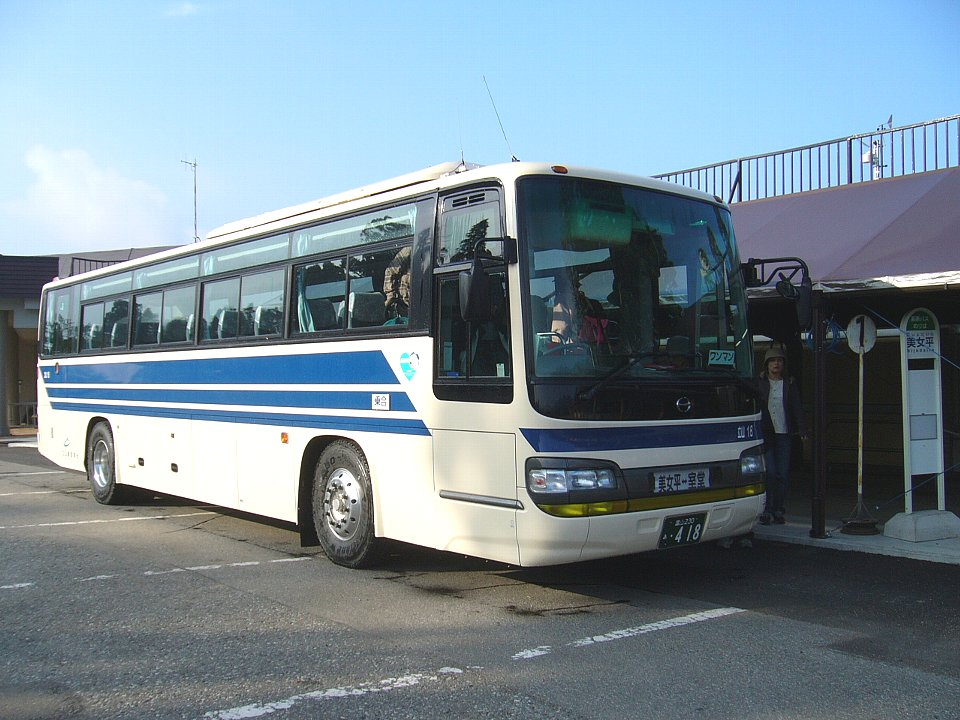
美女平と室堂を結ぶ立山高原バス

## 隣の駅
立山黒部貫光
■鋼索線（立山ケーブルカー）
立山駅 - 美女平駅